# 迪坎普 (加利福尼亞州)
迪坎普（英語：DeCamp）是位於美國加利福尼亞州門多西諾縣的一個非建制地區。該地的面積和人口皆未知。

## 地理
迪坎普的座標為39°26′25″N 123°21′22″W / 39.44028°N 123.35611°W，而該地的平均海拔高度為409米（即1342英尺）。